# Jacoba van Heemskerck
Jonkvrouw Jacoba Berendina van Heemskerck van Beest (1 avril 1876-3 août 1923) est une peintre néerlandaise, vitrailliste et artiste qui a expérimenté de nombreux genres de travaux graphiques. Elle affectionnait particulièrement les paysages et les natures mortes.

## Biographie
Jacoba van Heemskerck naît le 1er avril 1876 à La Haye. Elle commence les cours de peinture avec son père, Jacob Eduard van Heemskerck van Beest, également peintre. Plus tard, elle prend des cours privés avec deux artistes locaux avant d'intégrer l'Académie Royal d'Art de 1897 à 1901, où elle étudie avec Ferdinand Hart Nibbrig.
Elle découvre l'art Moderne à Paris où elle prend des cours avec Eugène Carrière,. Elle reste en France jusqu'en 1904, puis rentre aux Pays-Bas pour s'installer avec sa sœur, Lucie van Heemskerck. Elle rencontre alors la collectionneuse d'art Marie Tak van Poortvliet qui devient une amie proche. Elle passe beaucoup de temps dans la villa « Loverendale » de cette dernière qui lui fait même construire un atelier au fond du jardin. À partir de 1906, elle passe ses étés à Dombourg où elle rencontre des peintres avant-gardistes comme Piet Mondriaan et Jan Toorop qui la conseille. Vers 1911, elle s'essaye au cubisme.

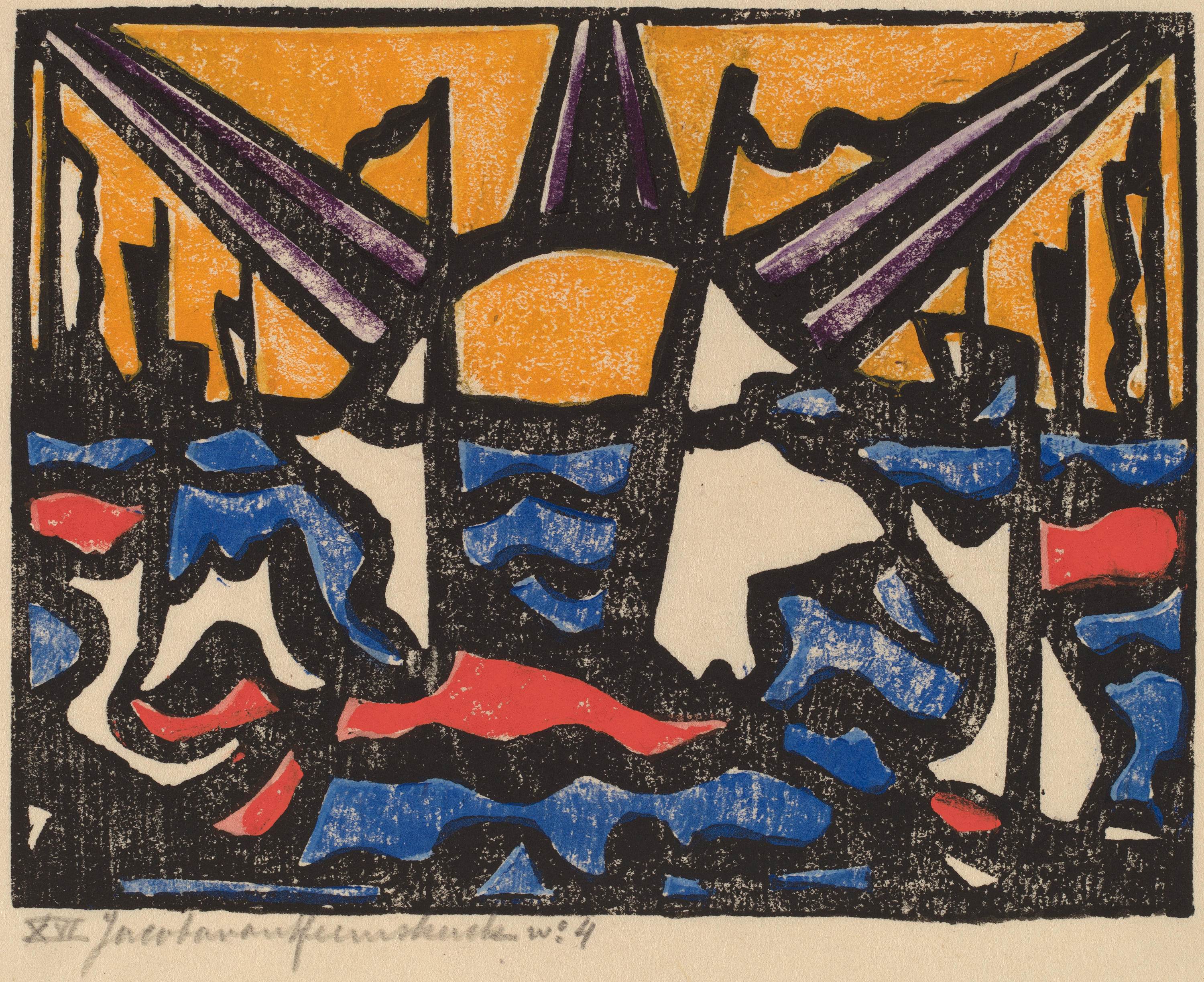
Paysage avec un soleil, c. 1915, National Gallery of Art

Peu après, elle s'adonne à l'anthroposophie, elle devient d'ailleurs membre de la société théosophique en 1910. Elle devient ensuite une fervente lectrice du magazine d'art avant-gardiste Der Sturm fondé par Herwarth Walden, et se tourne de plus en plus vers l'art abstrait. En 1913, elle participe au Erster Deutscher Herbstsalon de Berlin où elle rencontre Walden avec qui elle aura une correspondance soutenue toute sa vie. Grâce aux efforts de ce dernier, son travail sera popularisé en Allemagne alors qu'il reste méconnu dans son propre pays.
À partir de 1916, elle développe un intérêt pour les vitraux, honorant des commandes pour des casernes navales ou encore pour le bâtiment municipal du département de la Santé à Amsterdam, tout autant que pour des particuliers. En 1922, elle s'installe à Dombourg avec son amie et mécène Tak van Poortvliet.
Elle décède soudainement à la suite d'une complication d'une angine. Tak van Poortvliet et Walden organise des expositions de son travail respectivement à Amsterdam et Berlin. En 2005, une importante rétrospective eut lieu au Musée d'Art de La Haye.

## Quelques œuvres

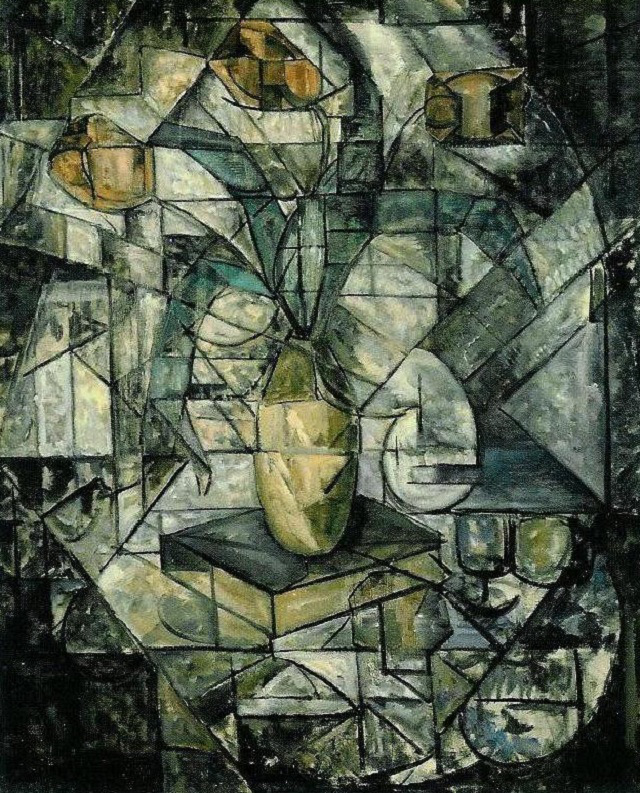
18 Composite Opus 1
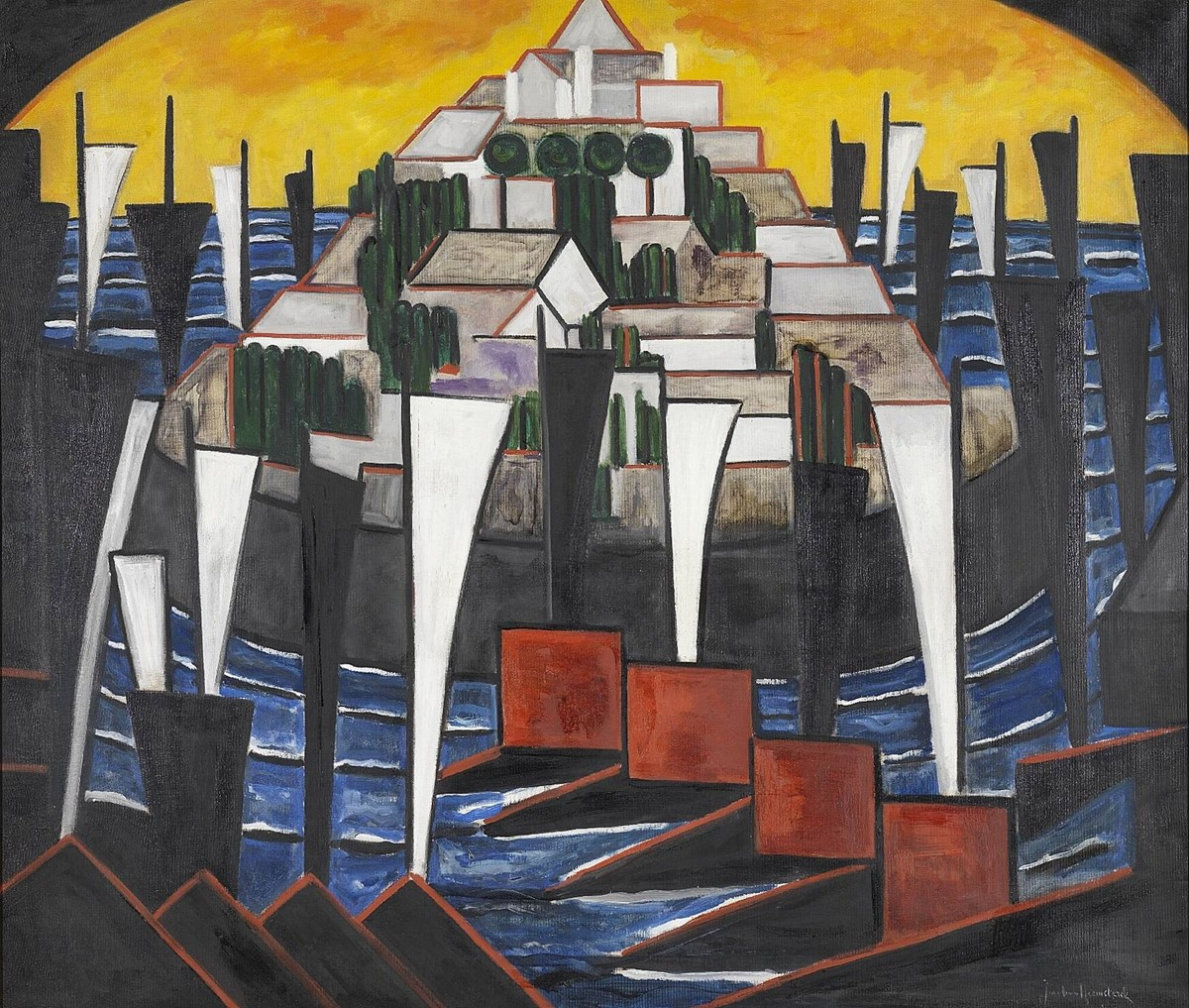
Voiliers
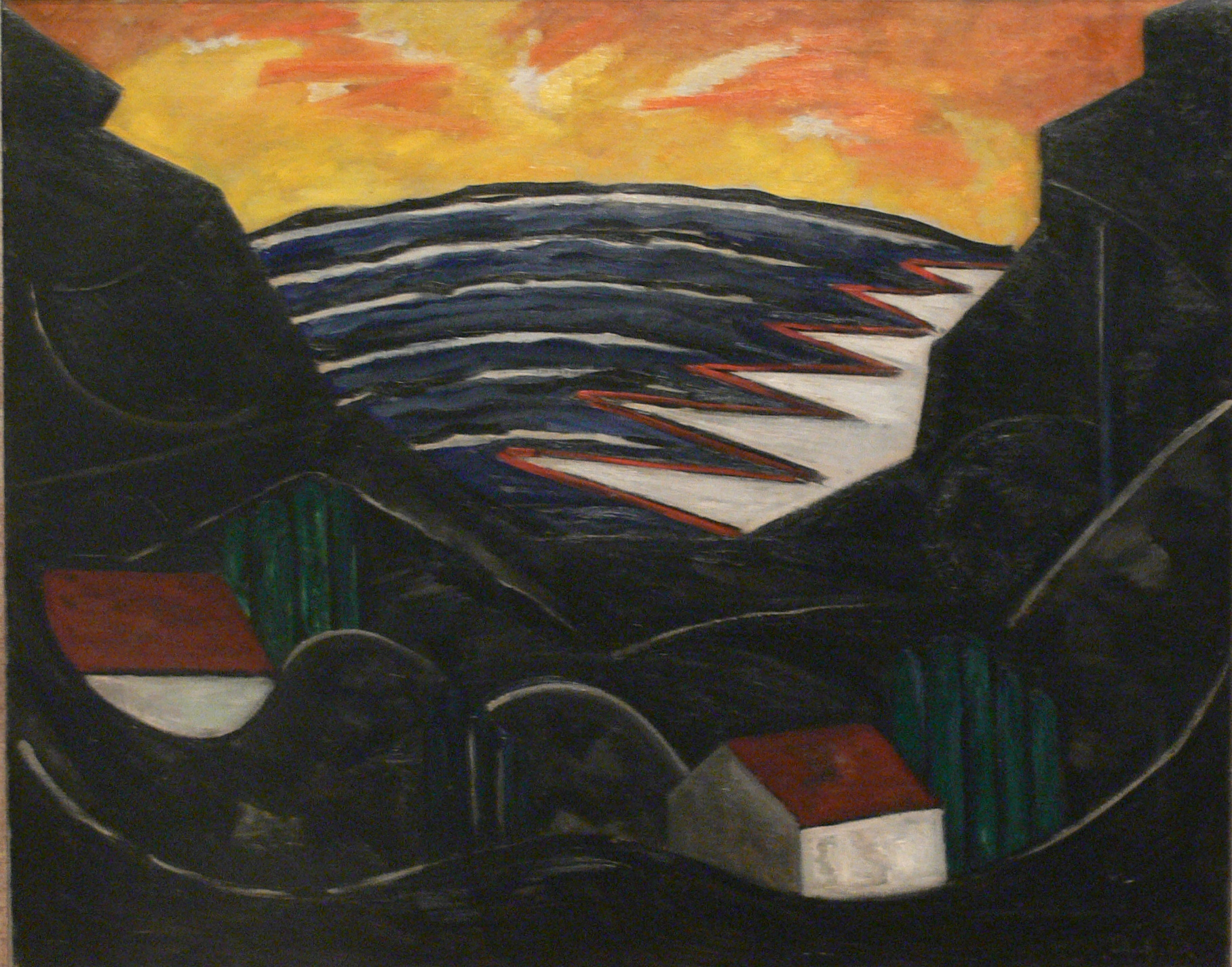
Paysage Image I
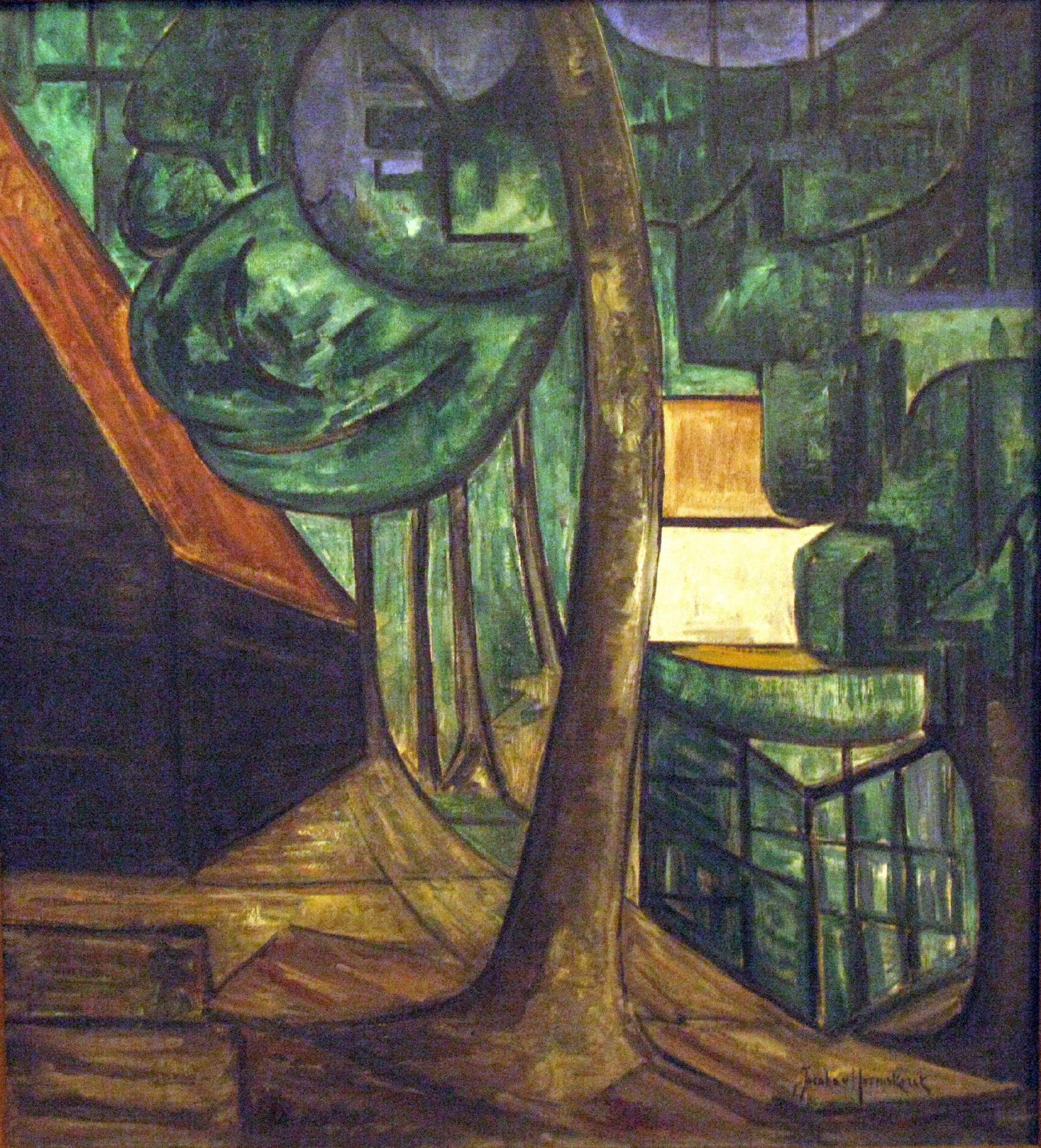
Paysage
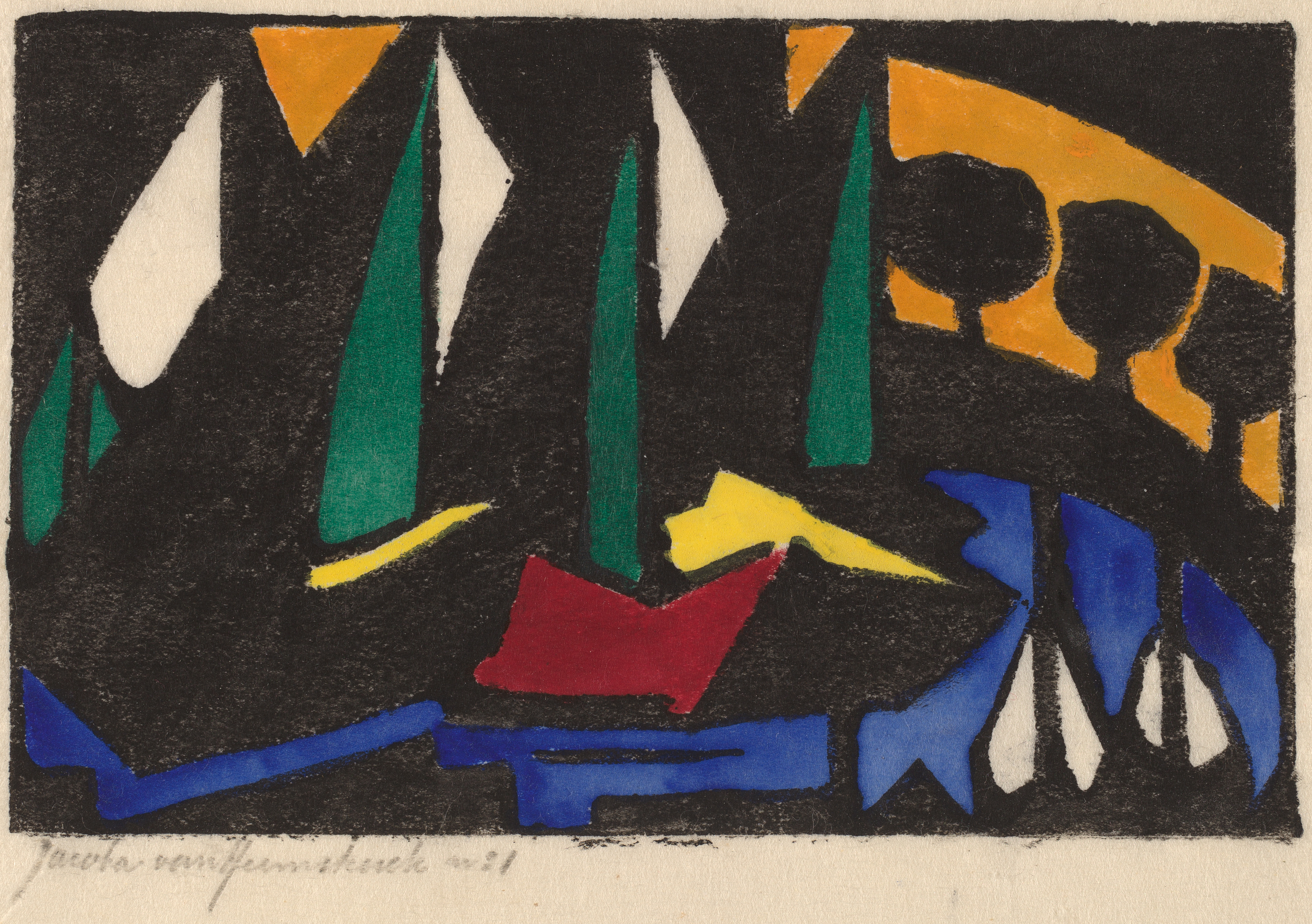
Jacoba van Heemskerck van Beest, Bateau et arbres, 1914, colorié à la main avec de la peinture à l'eau, sur papier du japon, Image : 9.6 x 15.1 cm  Support : 18.4 x 24 cm, Don de  Ruth Cole Kainen, 2012.92.270, National Gallery of Art
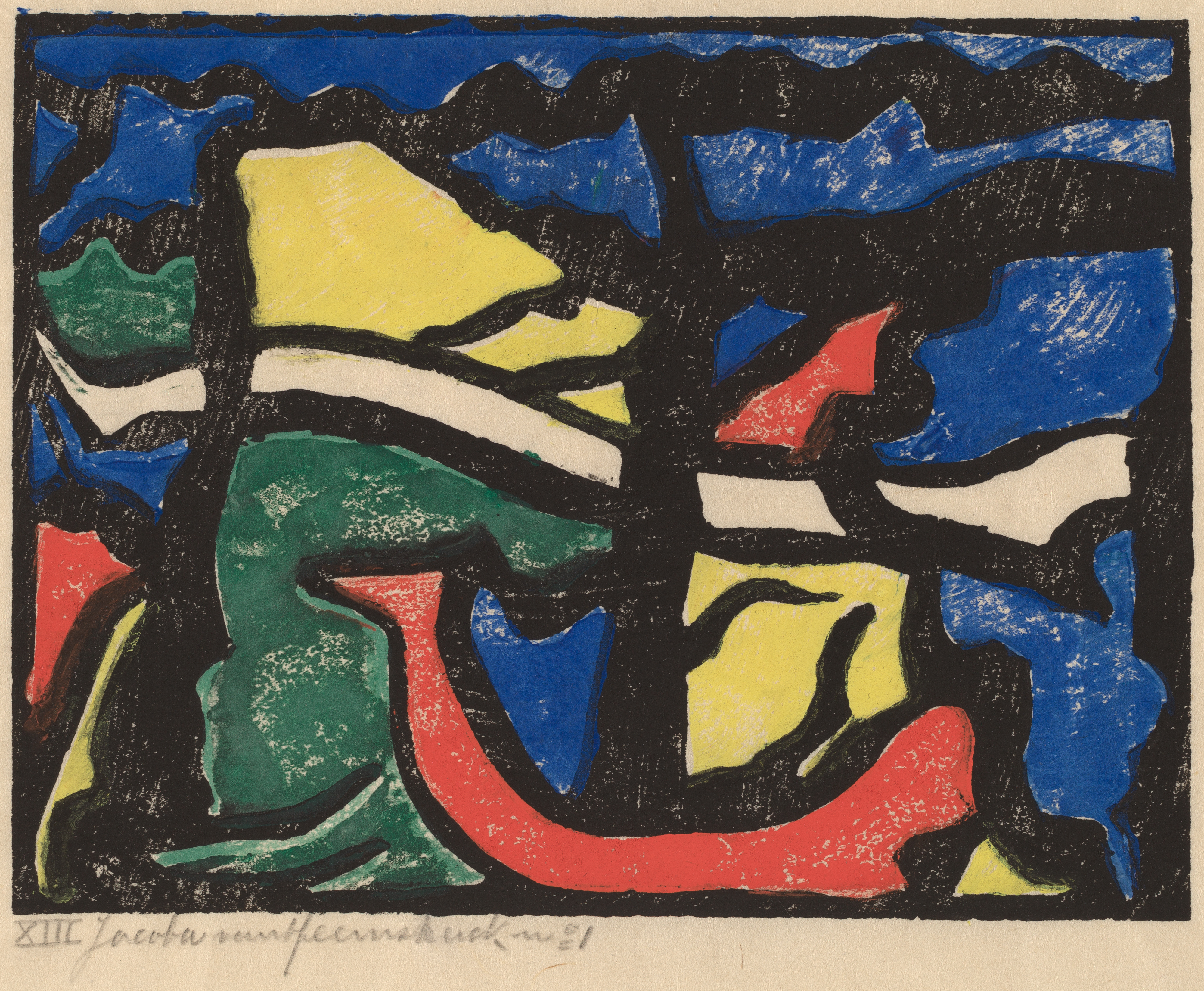
Jacoba van Heemskerck van Beest, Composition, 1914-1915, NGA 153658 National Gallery of Art
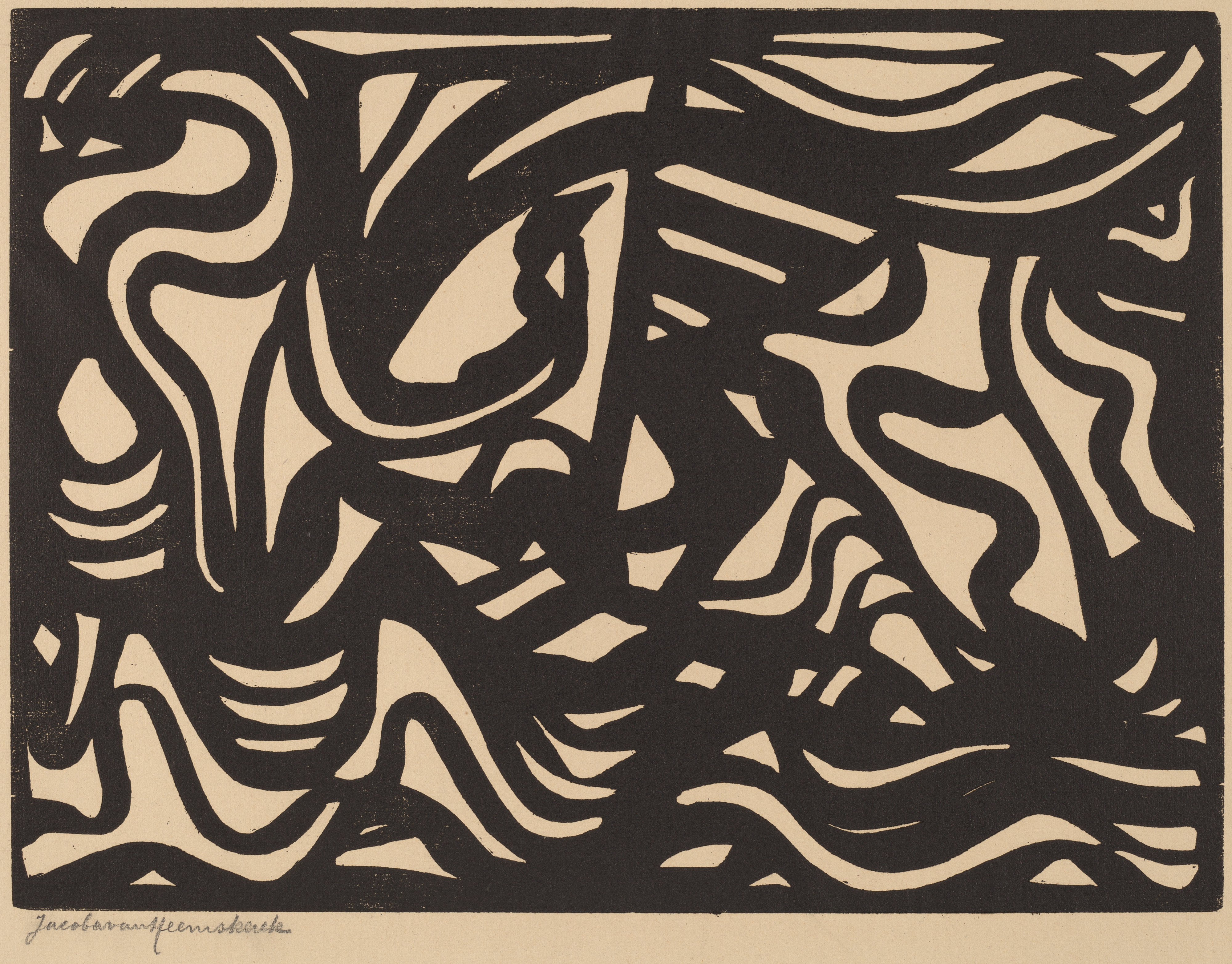
Jacoba van Heemskerck van Beest, Composition, 1921, NGA 153660 National Gallery of Art
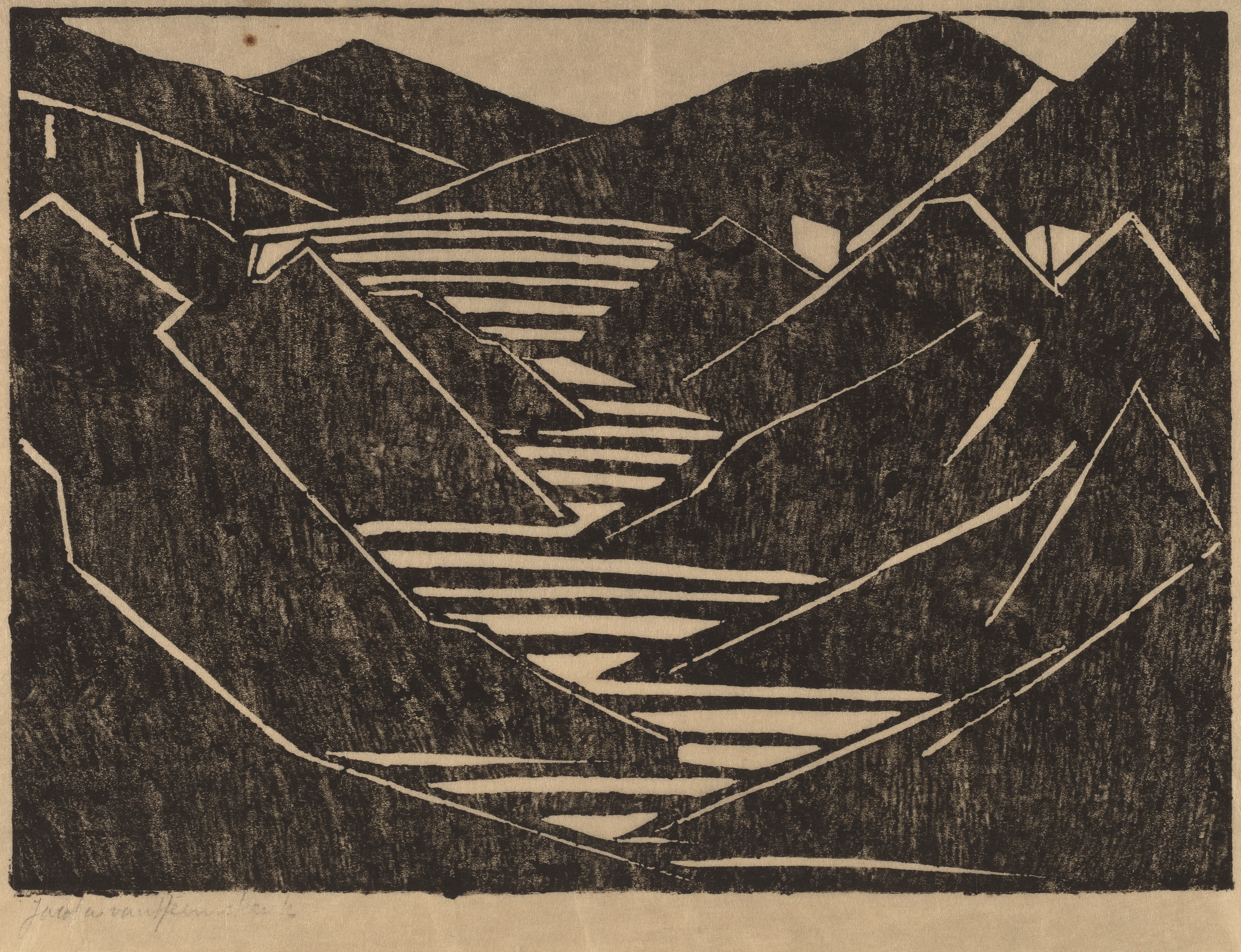
Jacoba van Heemskerck van Beest, Fjord, 1916, NGA 117814 National Gallery of Art
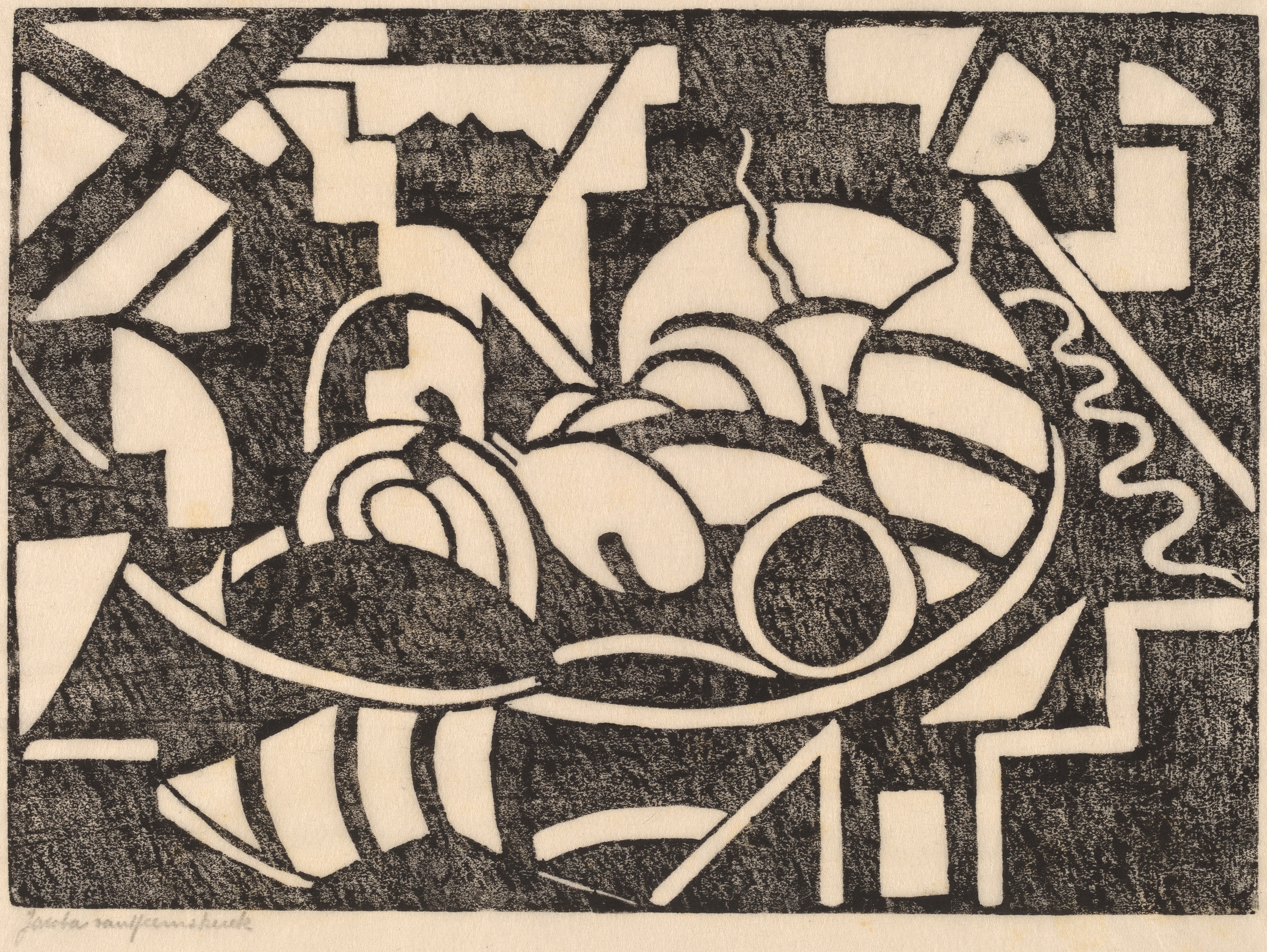
Jacoba van Heemskerck van Beest, Encore en vie, 1916, NGA 153659 National Gallery of Art
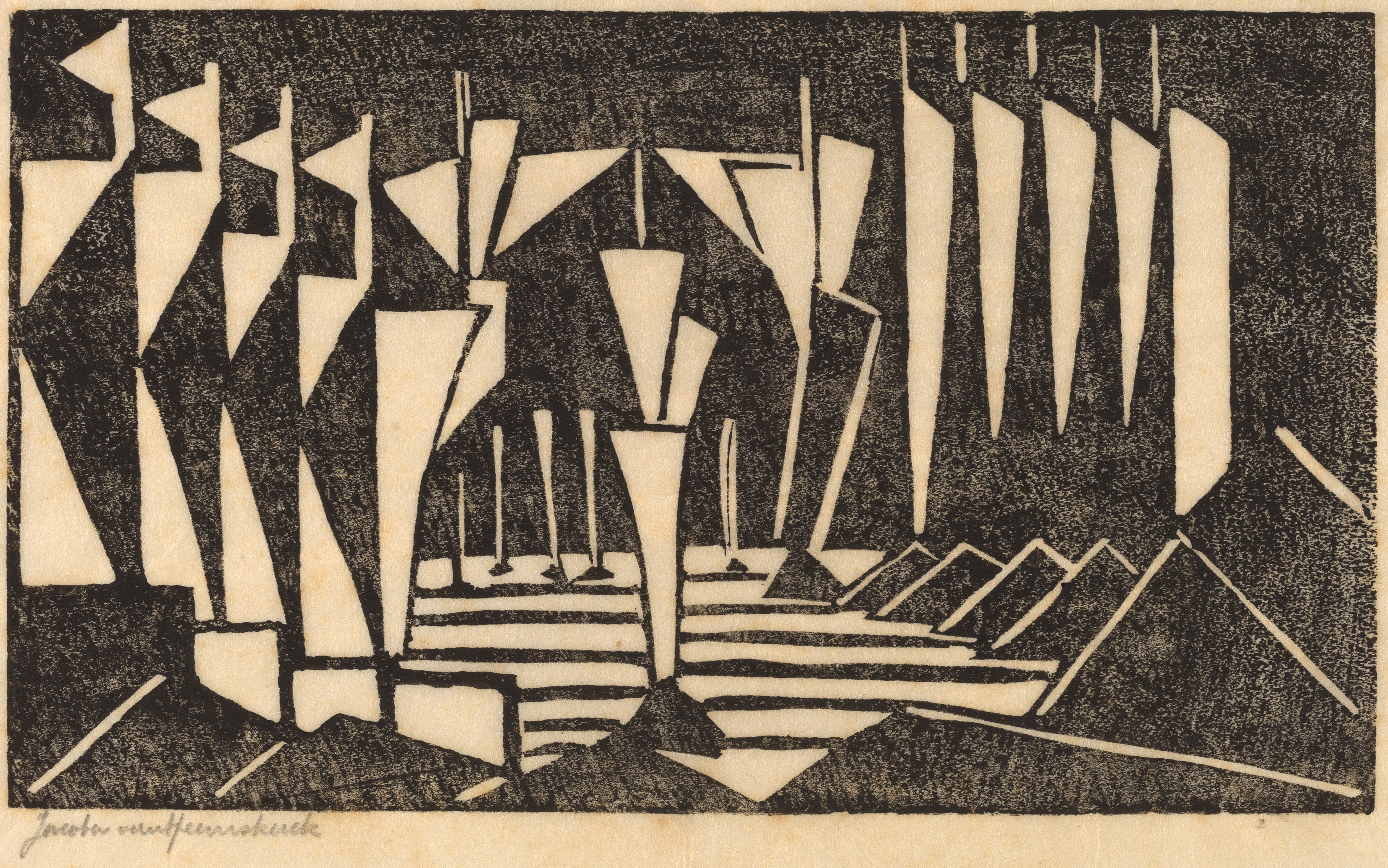
Jacoba van Heemskerck van Beest, Voiliers stylisés, 1915, NGA 153663 National Gallery of Art
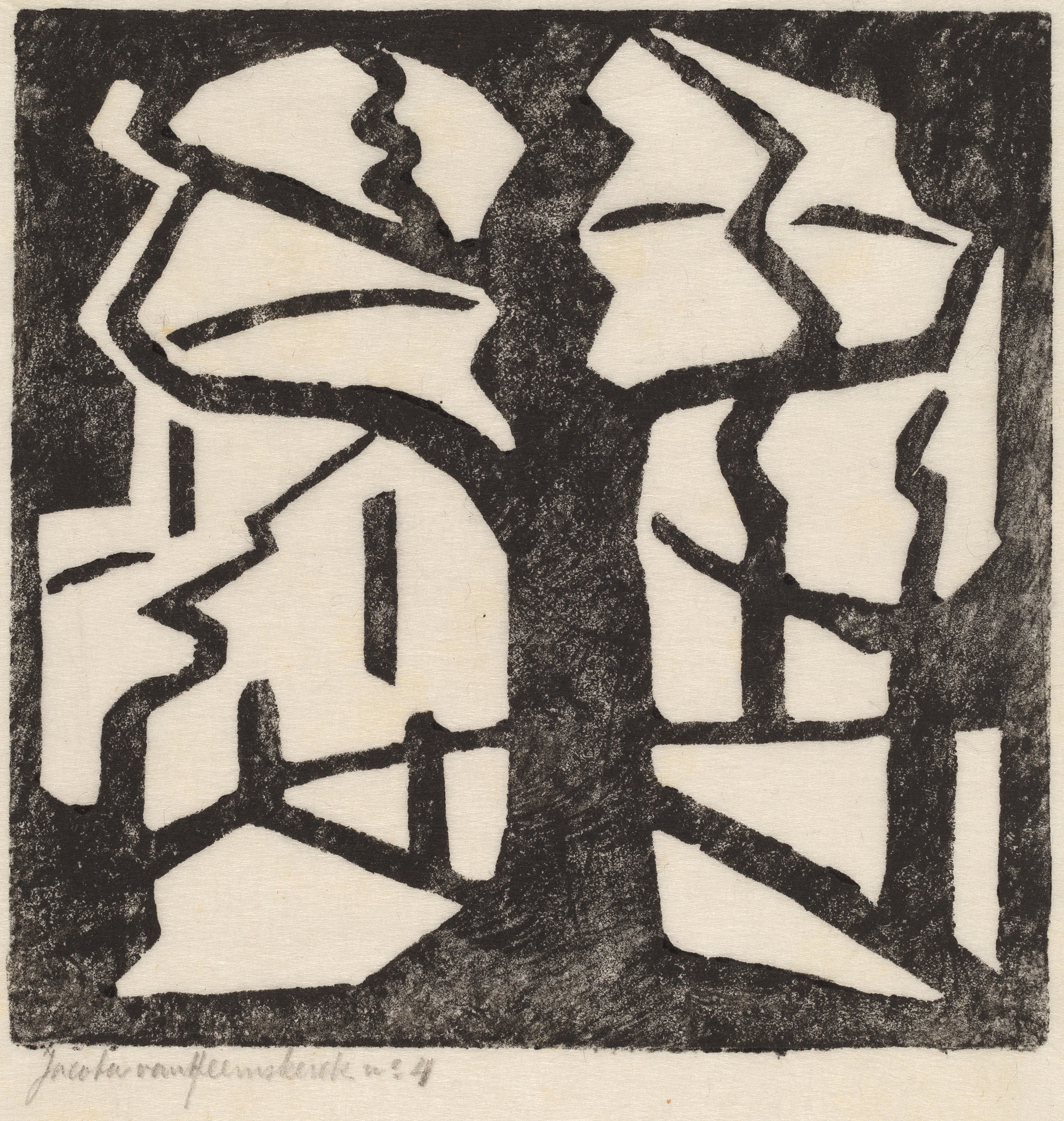
Jacoba van Heemskerck van Beest, Arbre, c. 1915, NGA 153657 National Gallery of Art